# 锡兰莲
锡兰莲（学名：Naravelia zeylanica），为毛茛科锡兰莲属下的一个种。种名zeylanica意为斯里兰卡的。